# Pablo González Casanova
Pablo González Casanova (Toluca, Estado de México, 11 de fevereiro de 1922 - 18 de abril de 2023) foi um advogado,  sociólogo e crítico mexicano, condecorado pela Unesco em 2003 com o Prêmio Internacional José Martí, por sua defesa da identidade dos povos indígenas de América Latina. Foi membro honorário da Academia Mexicana da Língua, e foi reitor da Universidade Nacional Autónoma de México.

## Dados biográficos
Estudou a licenciatura em Direito na Universidade Nacional Autónoma de México e fez seu mestrado em Ciências Históricas no Centro de Estudos Históricos do Colégio de México. Em 1950, terminou seu doutorado em sociologia em Sorbonne, Paris.
Entre seus múltiplos cargos burocráticos universitários, destacam: secretário geral da Associação de Universidades de 1953 a 1954, director da Escola Nacional de Ciências Políticas e Sociais de 1957 a 1965, presidente do Conselho da Faculdade Latinoamericana de Ciências Sociais, com sede em Santiago de Chile, de 1959 a 1965, director do Instituto de Investigações Sociais da UNAM de 1966 a 1970, e reitor da UNAM de maio de 1970 a dezembro de 1972, quando se criaram os Colégios de Ciências  e Humanidades (CCH) e o Sistema de Universidade Aberta da UNAM. Durou tão pouco na reitoria pois se opôs obstinadamente ao reconhecimento do sindicato de empregados e professores da UNAM, que organizou uma greve para conseguir sua aceitação. Ante o estancamento das negociações, o governo o fazer renunciar.
Também chegou a ocupar o posto de presidente da Associação Latinoamericana de Sociologia de 1969 a 1972, e de 1983 a 1985. E foi professor de várias universidades prestigiosas, como professor da Faculdade Latinoamericana em Ciências Sociais em 1977 e professor da Universidade de Cambridge, em 1981 a 1982. Foi membro da Comissão Mundial sobre o Meio ambiente e o Desenvolvimento (ONU) até sua renúncia em agosto de 1986.
Fundou o 20 de janeiro de 1986 o Centro de Investigações Interdisciplinarias em Humanidades (CIIH) da UNAM que mais tarde transformar-se-ia (em 1995) no Centro de Investigações Interdisciplinarias em Ciências e Humanidades (CEIICH). Foi seu director até fevereiro do 2000, quando renunciou alegando seu repudio à entrada da Polícia Federal Preventiva para terminar a greve de 1999-2000 conduzida por um pequeno grupo de universitários de esquerda. No dia seguinte de dita ocupação policial, negou-se a justificar as ações de rectoría ante os assombrados condutores de um programa de televisão transmitido no Canal 40 da televisão mexicana e insistiu na sua condenação à entrada da polícia.
Pablo González Casanova foi distinguido como Investigador Emérito e professor Emérito da UNAM em maio de 1984, e é o único universitário a receber ambas distinções simultaneamente. Foi ganhador do Prêmio Nacional de Ciências Sociais em 1984. Em maio de 1985, outorgou-se-lhe o título de doutor honoris causa pela Universidade Autónoma de Sinaloa.
Como analista político, seus livros e ensaios foram seguidos com atenção em América Latina e no resto do mundo. Coordena o projecto "Perspectivas para América Latina", patrocinado pela UNAM e a Universidade das Nações Unidas. É um conhecido promotor do compromisso social do cientista e ultimamente sua obra gira em torno da trascendencia do estudo dos sistemas complexos como ferramenta para um cabal entendimento e transformação da realidade.
Sua participação política foi constante, sobretudo no estudo das autonomias promovidas pelo EZLN. É articulista do jornal mexicano La Jornada. Tem defendido ao regime castrista cubano com paixão e tem criticado com força as expressões reformistas da esquerda latinoamericana, às que considerou como expressões metafísicas
Seu trabalho mais reconhecido, A democracia em México, voltou-se um clássico das ciências sociais e usa-se frequentemente nas universidades, especialmente em classes de história, teoria política, ciências políticas, sociologia, sociedade e economia. Com esta obra, González Casanova perfilou-se como pioneiro na investigação sobre os processos  democráticos em México constituindo  o primeiro estudo sistémico sobre a estrutura do poder, baseado na investigação empírica e animado por uma teoria crítica. Nele figuram contribuições como a do colonialismo interno, sem a qual não se explica o funcionamento do sistema mexicano. Este livro é considerado como a expressão ideológica e acadêmica das posições políticas do presidente Luis Echeverría Isto supôs um dos primeiros trabalhos em abordar desde o sociológico os problemas sobre a democracia no país. Nele, González Casanova pôs pela primeira vez em prática as preocupações metodológicas que fundamentaria sua obra posterior: a constante construção de conceitos com os quais explicar de maneira rigorosa, metódica e convincente os mais diversos fenómenos da realidade, recorrendo a diferentes enfoques metodológicos que abarcam tanto as interpretações históricas como o uso do marxismo em procedimentos estatísticos e empíricos.
Com sua obra académica, González Casanova se colocou no centro do debate nacional uma agenda de investigação e uma metodologia para conhecer ao país. Inaugurando linhas de investigação e reflexão sobre a realidade nacional vigentes hoje em dia, e estabelecendo um momento chave no desenvolvimento da sociologia: o da plena maturidade das ciências sociais em México e o fim dos monopólios dos estudos estrangeiros sobre o país. Já que, como assinala Lorenzo Meyer: “A democracia em México é o primeiro grande estudo geral do sistema político contemporâneo feito por um mexicano, desde uma perspectiva mexicana e académica”.
Seu trabalho no campo da sociologia inspirou a criação da Faculdade de Sociologia (hoje Faculdade de Ciências Políticas e Sociais) da Universidade Autónoma de Querétaro. Foi nomeado doutor honoris causa o 19 de janeiro do 2007. Em setembro do 2011, recebeu o doctorado Honoris Causa de mãos do 43º Reitor da UNAM, José Narro Robles. O 22 de março do 2012 foi nomeado membro honorario da Academia Mexicana da Língua. Em 23 de outubro do 2012, recebeu pelo Colégio de México o Prêmio “Daniel Cosío Villegas”, em reconhecimento a seus contribuas às ciências sociais.
O 21 de abril de 2018, foi nomeado Comandante Pablo Contreras do CCRI-Comandancia Geral do Exército Zapatista de Libertação Nacional, em reconhecimento a seu trabalho e a seu pensamento crítico e independente.

## Trabalhos
- Misoneísmo y modernidad en el siglo XVIII en México (1948)
- Una Utopía de América (Ed. El colegio de México)(1953)
- Estudio de la Técnica Social (1958)
- La literatura perseguida en la crisis de la Colonia (1958)
- La democracia en México (1965)
- Las categorías del desarrollo económico y la investigación en Ciencias Sociales (1977)
- Sociología de la explotación (1980)
- La nueva metafísica y el socialismo (1982)
- El estado de los partidos políticos en México (1983)
- Imperialismo y liberación en América Latina (1983)
- La hegemonía del pueblo y la lucha centro-americana (1984)
- Las Nuevas Ciencias y las Humanidades: De la Academia a la Política (Ed. Anthropos)(2004)

## Artigos publicadosLa Jornada
- "Cuba y un hombre perverso"
- Notas para un manifiesto de la izquierda en el siglo XXI"
- "Un mensaje a la juventud"
- "Los peligros del mundo y las ciencias prohibidas"
- "El movimiento de los indignados empezó en la Lacandona"
- "Por una nueva organización de los trabajadores"
- "El diálogo de los movimientos Bienvenida a Camila Vallejo"
- "Por la soberanía nacional de los trabajadores"
- "Ellos son nosotros"
- "Otra política, muy otra: los zapatistas del siglo XXI"